# Усолинське сільське поселення (Гірськомарійський район)
Усо́линське сільське поселення (рос. Усолинское сельское поселение) — муніципальне утворення у складі Гірськомарійського району Марій Ел, Росія. Адміністративний центр — село Усола.

## Населення
Населення — 1306 осіб (2019, 1556 у 2010, 1711 у 2002).

## Склад
До складу поселення входять такі населені пункти:
| Населений пункт       | Населення, осіб (2002) | Населення, осіб (2010) |
| --------------------- | ---------------------- | ---------------------- |
| Есяново, присілок     | 209                    | 191                    |
| Ешманайкіно, присілок | 97                     | 96                     |
| Ключево, присілок     | 177                    | 169                    |
| Колумбаєво, присілок  | 94                     | 83                     |
| Копонангер, присілок  | 40                     | 24                     |
| Лідвуй, присілок      | 26                     | 19                     |
| Мартишкино, присілок  | 83                     | 70                     |
| Мачакнури, присілок   | 64                     | 43                     |
| Мідяково, присілок    | 63                     | 36                     |
| Мішкино, присілок     | 73                     | 51                     |
| Носели, присілок      | 285                    | 273                    |
| Пікузіно, присілок    | 105                    | 107                    |
| Родюково, присілок    | 9                      | 11                     |
| Саратеєво, присілок   | 134                    | 133                    |
| Усола, село           | 252                    | 250                    |